# Martin Gore
Martin Lee Gore (Dagenham, 23 de julho de 1961), mais conhecido como Martin L. Gore ou Martin Gore, é um cantor e compositor inglês. Ele é um dos fundadores e principal compositor da banda de rock eletrônico Depeche Mode.